# Liparochrus demarzi
Liparochrus demarzi är en skalbaggsart som beskrevs av Rudolph Petrovitz 1963. Liparochrus demarzi ingår i släktet Liparochrus och familjen Hybosoridae. Inga underarter finns listade i Catalogue of Life.